# آب‌انبار نو بجستان
آب‌انبار نو بجستان مربوط به دوره قاجار است و در شهرستان بجستان، شهر بجستان - خیابان ۱۲ فروردین واقع شده و این اثر در تاریخ ۱۶ اسفند ۱۳۸۴ با شمارهٔ ثبت ۱۴۳۵۲ به‌عنوان یکی از آثار ملی ایران به ثبت رسیده‌است.